# Roman Hädelmayr
Roman Hädelmayr (fälschlich gelegentlich auch Hädelmayer; * 30. März 1907 in Wien, Österreich-Ungarn; † 1988 ebenda) war ein österreichischer Journalist, Autor und Staatswissenschaftler.

## Leben
Hädelmayr entstammte einer Wiener Arbeiterfamilie. In seiner Jugend besuchte er ein Wiener Gymnasium. Während dieser Zeit kam er mit dem österreichischen Zweig der NS-Bewegung in Kontakt. Im Juli 1924 wurde er aufgrund seiner Beteiligung einer Schlägerei österreichischer NS-Anhänger mit Sozialdemokraten in Wien verhaftet. 1926 wurde Hädelmayr zum Führer der Wiener Hitlerjugend (HJ) ernannt, bevor ihn 1928 die Gauführung der NSDAP in Österreich mit der Landesleitung der HJ betraute. Zum 1. Januar 1928 war er der NSDAP beigetreten (Mitgliedsnummer 83.860). Zusammen mit Fritz Mahrer schuf Hädelmayr mit dem „Wiener Jung-Arbeiterlied“ 1926 die Hymne der Wiener HJ, wobei Hädelmayr den Text verfasste und Mahrer es in musikalische Form brachte.
In der zweiten Hälfte der 1920er Jahre begann Hädelmayr mit dem Studium der Staatswissenschaften an der Universität Wien, wo er 1932 mit einer Arbeit über Die Gesellschaftsauffassung der Romantik zum Dr. rer. pol promovierte.
1932 wandte Hädelmayr sich von der NS-Bewegung zusehends ab. Stattdessen näherte er sich den ständestaatlichen Vorstellungen seines Lehrers Othmar Spann an. Als Mitglied des sich um Spann bildenden Spannkreises leitete Hädelmayr mit Spanns Sohn Raphael die Organisation Die Ständische Gesellschaft. Außerdem war er von 1932 bis 1935 Mitarbeiter der Zeitschrift Ständisches Leben. Von 1933 bis 1936 war er Dozent am Institut für Ständewesen in Düsseldorf.
Als nach der Machtergreifung der Nationalsozialisten das in den Pariser Vorortverträgen festgelegte Anschlussverbot Österreichs an das Deutsche Reich immer deutlicher zu umgehen versucht wurde, begann Hädelmayr sich mit anderen Gegnern des Nationalsozialismus und des Anschlusses Österreichs in der Gruppe Astra zu organisieren. Neben den Söhnen von Othmar Spann und Karl von Winckler gehörte zu dieser Gruppe insbesondere auch Wilhelm von Ketteler, Attaché an der deutschen Botschaft in Wien und Mitglied des Edgar-Jung-Kreises, der die Gruppe gezielt mit internen Informationen versorgte.
Nach dem „Anschluss Österreichs“ an den NS-Staat entschied sich Hädelmayr, trotz mehrerer Warnungen, dass ihm Gefahr drohe, wenn er in Wien angetroffen werde, nicht zu fliehen oder unterzutauchen. Während sein Freund Wilhelm von Ketteler noch am 13. März 1938 von Angehörigen der Sicherheitsdienstes (SD) verhaftet und bald darauf ermordet wurde, wurde Hädelmayr verhaftet und mit dem „Prominententransport“ ins KZ Dachau verschleppt, wo er am 2. April 1938 ankam. Anschließend gelangte er ins KZ Buchenwald und verbrachte bis zu seiner Freilassung im Frühjahr 1943 insgesamt vier Jahre als „Schutzhäftling“. Er war wiederholt schweren Misshandlungen ausgesetzt und musste dann bis Kriegsende noch als Soldat in der Wehrmacht dienen. Für Franz von Papen fungierte Hädelmayr als Hauptverbindungsmann zu Kardinal Theodor Innitzer.
Nach dem Zweiten Weltkrieg lebte Hädelmayr als Schriftsteller und Ökonom in Wien. Politisch tat er sich als Propagandist der Gemeinwirtschaft im Rahmen der Arbeitsgemeinschaft der Österreichischen Gemeinwirtschaft hervor.

## Schriften
- Die Wiederkehr. Gedichte, 1938.
- Grande amatrice. Eleonora Duse und Gabriele d'Annunzio, 1948.